# Wessobrunn
Wessobrunn là một đô thị ở huyện Weilheim-Schongau bang Bayern thuộc nước Đức.